# محمد اسحاق مدنی
محمد اسحاق مدنی فرزند پیرمحمد متولد ۱۳۲۵ سراوان مشاور نخست وزیر میرحسین موسوی و رئیس جمهور هاشمی رفسنجانی، سید محمد خاتمی و محموداحمدی نژاد؛ نماینده سه دوره مجلس خبرگان رهبری از استان سیستان و بلوچستان، نماینده معمم دوره‌های اول و دوم حوزه انتخابیه سیستان و بلوچستان (سراوان) در مجلس شورای اسلامی، مشاور رئیس دانشگاه آزاد اسلامی، ریاست شورای عالی تقریب مذاهب و برنده جایزه کتاب سال جمهوری اسلامی ایران است.

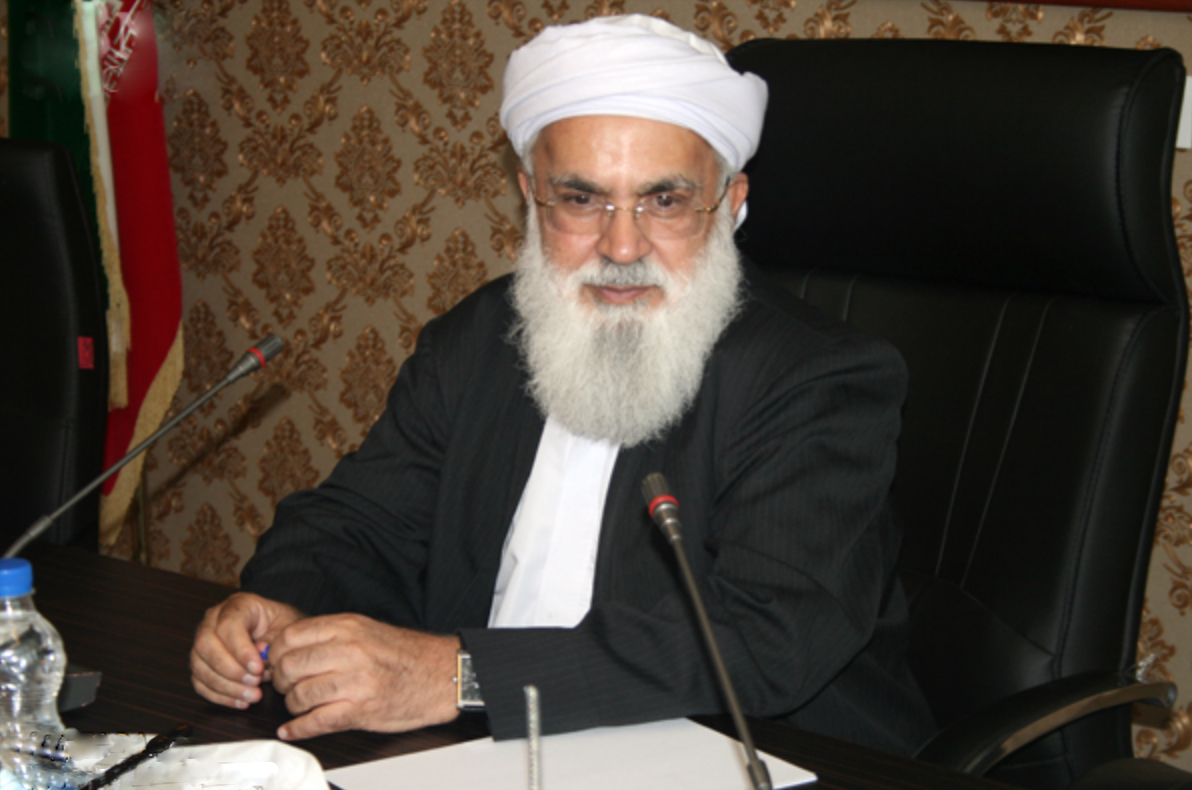
محمد اسحاق مدنی در سال ۱۳۹۵.

## تحصیلات و فعالیتهای علمی و دانشگاهی
مدنی دارای اجازه اجتهاد و تدریس از حوزه‌های علمیه پاکستان بوده و همچنین توانسته‌است از کلیه الشریعه مدینه مدرک کارشناسی خود اخذ کند. او در کنار تدریس در حوزه در دانشگاه مذاهب اسلامی به تدریس فقه و اصول فقه حنفی مشغول می‌باشد. محمد اسحاق مدنی همچنین مشاورت دانشگاه آزاد اسلامی در امور اهل سنت را بر عهده دارد.

## فعالیت‌های سیاسی
مولوی مدنی در دوره‌های اول و دوم مجلس شورای اسلامی از حوزه سراوان وارد مجلس شده‌است که درصد رای دریافت شده توسط وی ۹۹٫۱٪ عجیب ترین و بیشترین درصد رای اخذ شده در تاریخ مجالس پس از انقلاب ۱۳۵۷ است که تعداد آرای وی۱۴۹۹۵ رای بود.  

| دوره نمایندگی | تعداد رای | درصد آراء | حوزه نمایندگی |
| ------------- | --------- | --------- | ------------- |
| اول           | ۱۴۹۹۵     | ۹۹٫۱      | سراوان        |
| دوم           | ۳۵۲۶۰     | ۷۳٫۸      | سراوان        |

مولوی محمد اسحاق مدنی سمت نمایندگی مردم استان   سیستان و بلوچستان در مجلس خبرگان رهبری (دوره اول، دوم، سوم) را برعهده داشته‌است. از دیگر مسوولیت‌های او می‌توان به مشاورت نخست‌وزیر در دولت میرحسین موسوی و روسای جمهور اکبر هاشمی رفسنجانی و سیدمحمد خاتمی و محمود احمدی‌نژاد اشاره کرد.

## حواشی
در پی اظهارات  اسحاق مدنی، در جمع هیأت رسانه ای مصری و بیان نکاتی از قبیل طبیعی بودن عدم انتخاب اهل سنت به‌عنوان وزیر به‌دلیل کم بودن جمعیتشان و یا اینکه در زمان شاه، اهل ‏تسنن هيچ نماينده‌ای در مجلس شورا نداشتند و اظهارات خلاف واقع در خصوص جمعیت اهل سنت ایران جمعی از استادان حوزه علمیه دارالعلوم زاهدان طی نامه ای سرگشاده ضمن انتقاد از سخنان وی، اظهارات وی را خلاف واقع دانستند. در قسمتی از این نامه آمده است: «برادران اهل‏ سنت به خوبی می‏دانند که جنابعالی را فقط برای نام، به عنوان مشاور رییس جمهور در امور اهل‏ سنت منصوب نموده ‏اند؛ نه از شما مشورت گرفته می ‏شود و نه به حرف شما توجه می‏ کنند و به کرات این مسئله تجربه شده است.از آنجایی ‏که اهل‏ سنت از تبعیضات و نابرابری رنج می‏ برند و فشارهای مذهبی، اخیرا مضاعف شده است، بهتر است جنابعالی به جای چنین اظهارنظرهایی با رسانه ‏های دنیا، سکوت را ترجیح دهید. ذکر موارد خلاف واقعیت، باعث ناراضی‌سازی خداوند و رنجش مردم می‏ شود. اهل ‏سنت موقعیت را به خوبی تشخیص می ‏دهند و از شما انتظار دفاع از حقوق‏شان را ندارند، اما حداقل انتظار آنها این است که با اظهارات خلاف واقع، باعث افزایش رنج و آزردگی خاطر آنها نشویم».